# Pseudoterinaea indica
Pseudoterinaea indica là một loài bọ cánh cứng trong họ Cerambycidae.